# Thecaphora
Thecaphora Fingerh. – rodzaj podstawczaków należący do rodziny Glomosporiaceae. Mikroskopijne grzyby pasożytnicze powodujące grzybowe choroby roślin.

## Charakterystyka
Do rodzaju Thecaphora należą infekujące żywicieli należących do szeregu rodzin, głównie dwuliściennych. Charakteryzują się posiadaniem zarodników zebranych w kuliste pakiety, rzadko pojedynczych, o żółtawo- do ciemnoczerwonobrązowym kolorze, nie czarnym i bez fioletowego odcienia. Brak perydium i kolumelli. Kule zarodników złożone z kilku do wielu, luźno lub mocno zlepionych zarodników. Brak komórek jałowych lub strzępek w kulach zarodników, brak zarodników innego typu lub zróżnicowanych sterylnych komórek obecnych między kulami zarodników (lub pojedynczymi zarodnikami). Tworzenie kuli zarodników odbywa się poprzez różnicowanie w obrębie aglomerowanej sporogenicznej masy strzępek; strzępki te są całkowicie zużywane w celu budowania zarodników. Zarodniki subpoliedrycznie nieregularne, często klinowate, rzadziej kuliste lub szeroko elipsoidalne. Ściana zarodnika cienka, gładka lub prawie gładka po stronie styku, gruba i zdobiona po stronie wolnej. W niektórych przypadkach cała powierzchnia jest zdobiona, wyjątkowo zarodniki są gładkie.
Kiełkowanie zarodników nie jest równomierne, zmienne, od typowych holobazydiów do typowych fragmobazydiów. Może to skutkować również strzępkami kiełkowymi, często z nabrzmiałą podstawą, początkowo bez przegród, później z przegrodami, z rozgałęzieniami lub bez i koniugacjami, wyrastającymi jako włókna wytwarzające wierzchołkowo lub podwierzchołkowo, jajowate lub cylindryczne, powietrzne „sporydia”, często na końcowych rozgałęzieniach.

## Systematyka
Pozycja w klasyfikacji według Index Fungorum: Glomosporiaceae, Urocystidales, Incertae sedis, Ustilaginomycetes, Ustilaginomycotina, Basidiomycota, Fungi.
Takson utworzył w 1836 r. Carl Anton Fingerhuth. Synonimy:

- Angiosorus Thirum. & M.J. O’Brien 1974
- Kochmania Piątek 2005
- Poikilosporium Dietel 1897
- Rhombiella Liro 1939
- Schizoderma Kunze 1825
- Sorosporium F. Rudolphi 1829
- Thecaphorella H. Scholz & I. Scholz 1988
- Tothiella Vánky 1999

Niektóre gatunki:
- Thecaphora affinis W.G. Schneid. 1874
- Thecaphora melandrii (Syd.) Vánky & M. Lutz 2007
- Thecaphora saponariae (F. Rudolphi) Vánky 1998
- Thecaphora seminis-convolvuli (Desm. ex Duby) Liro 1935
- Thecaphora solani (Thirum. & M.J. O’Brien) Mordue 1988
- Thecaphora thlaspeos (Beck) Vánky 2004

Nazwy naukowe na podstawie Index Fungorum. Uwzględniono gatunki występujące w Polsce i inne, mające w Polsce znaczenie.

## Znaczenie
Niektóre gatunki wyrządzają szkody w uprawach roślin. Np. Thecaphora solani powoduje głownię ziemniaka i w Unii Europejskiej jest organizmem kwarantannowym. Thecaphora melandrii infekuje gatunki z rodziny goździkowatych, tworząc sori z kulami zarodników w organach kwiatowych, Thecaphora anthemidis została znaleziona na gatunkach rodzaju rumianek.